# Sahatsakhan (huyện)
Sahatsakhan (tiếng Thái: สหัสขันธ์) là một huyện (‘‘amphoe’’) ở phía trung của tỉnh Kalasin, đông bắc Thái Lan.

## Địa lý
Các huyện giáp ranh là (từ phía đông theo chiều kim đồng hồ) Somdet, Mueang Kalasin, Nong Kung Si, Sam Chai và Kham Muang của tỉnh Kalasin.

## Hành chính
Huyện này được chia thành 8 phó huyện (tambon), các đơn vị này lại được chia thành 85 làng (muban). Non Buri là một thị trấn (thesaban tambon) which nằm trên một phần của tambon Non Buri. Ngoài ra có 7 tổ chức hành chính tambon (TAO).
| Số TT | Tên            | Tên tiếng Thái | Số làng | Dân số |  |
| ----- | -------------- | -------------- | ------- | ------ |  |
| 1.    | Phu Sing       | ภูสิงห์           | 9       | 2.593  |  |
| 2.    | Sahatsakhan    | สหัสขันธ์         | 13      | 6.432  |  |
| 3.    | Na Makhuea     | นามะเขือ        | 12      | 7.572  |  |
| 4.    | Non Sila       | โนนศิลา         | 13      | 8.051  |  |
| 5.    | Nikhom         | นิคม            | 7       | 3.020  |  |
| 6.    | Non Laem Thong | โนนแหลมทอง     | 12      | 5.291  |  |
| 7.    | Non Buri       | โนนบุรี          | 11      | 5.351  |  |
| 8.    | Non Nam Kliang | โนนน้ำเกลี้ยง     | 8       | 3.226  |  |